# Max Strus

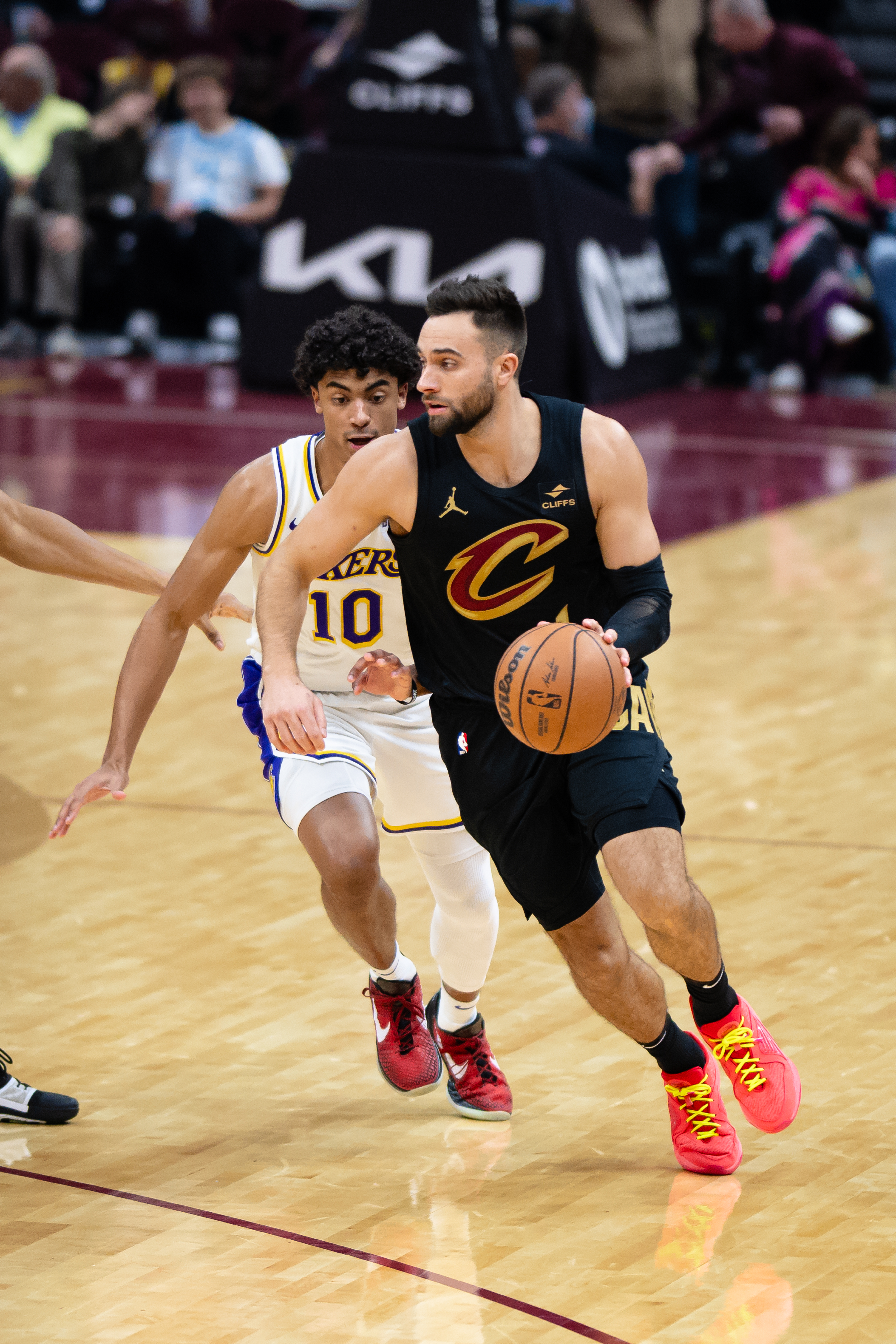
Max Strus, 2023.

Max Strus, född 28 mars 1996 i Hickory Hills i Illinois, är en amerikansk professionell basketspelare (SF/SG) som spelar för Cleveland Cavaliers i National Basketball Association (NBA). Han har tidigare spelat för Chicago Bulls och Miami Heat.
Strus blev aldrig NBA-draftad.
Innan han blev proffs studerade Strus först vid Lewis University och spelade för deras idrottsförening Lewis Flyers. Han blev senare överförd till DePaul University för spel i DePaul Blue Demons.